# Brücke (Heraldik)
Die Brücke wird in der Heraldik als gemeine Figur verwendet.

## Bedeutung
Die Brücke hat in der Heraldik zwei verschiedene Bedeutungen.

### Turnierkragen

Turnierkragen auf dem Wappen von Chârost

Mit Brücke wird manchmal der Turnierkragen bezeichnet, der vorrangig in Wappen adliger Personen als Beizeichen verwendet wird.

### Bauwerk
Die Brücke als Bauwerk wird als Wappenmotiv in Redenden Wappen verwendet. Beispiel ist das Wappen von Königsbrück. Das Brückenmotiv im Stadtwappen deutet meistens auf die Lage des Ortes bei einem Flussübergang hin. Darstellung und Farbgebung der Brücke sind nicht einheitlich. Von den möglichen Bauformen von Brücken werden in der Heraldik meistens Bogen-, Hänge- und Klappbrücken verwendet. Die Bauwerke werden stark stilisiert dargestellt. Oft wird ein Mauerwerk angedeutet. Die Anzahl der Brückenbogen reichen von einem bis selten über fünf. Das Brückenmotiv gehört neben der Burg, dem Kastell und dem Turm zu den häufigsten gemeinen Figuren.

Beispiele
Bengtsfors in Schweden
Berrocalejo in Spanien
Bruck am Hammer in Tschechien
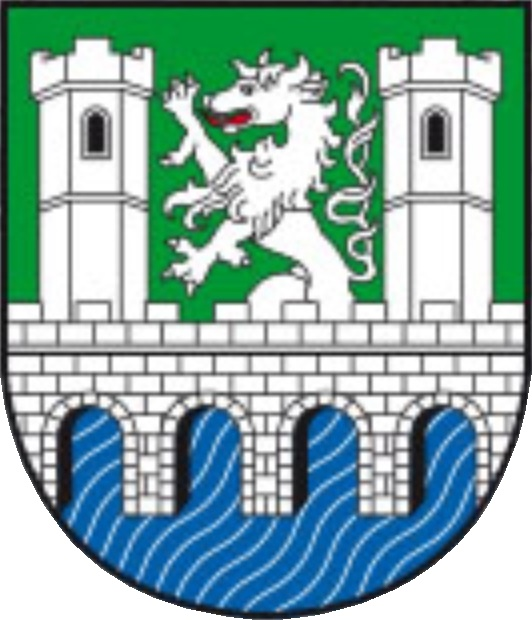
Bruck an der Mur in der Steiermark
Bruckneudorf in Burgenland
Brügg im Kanton Bern
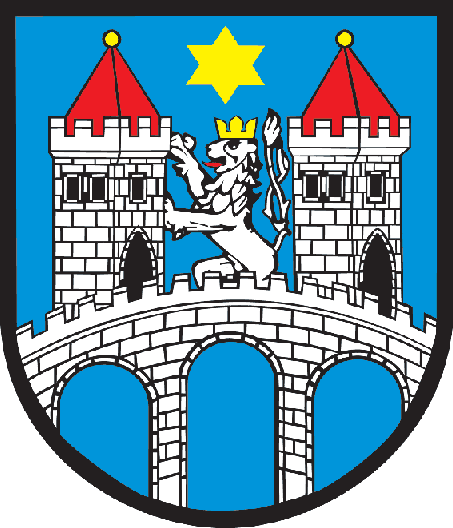
Brüx in Tschechien
Cambridge in England
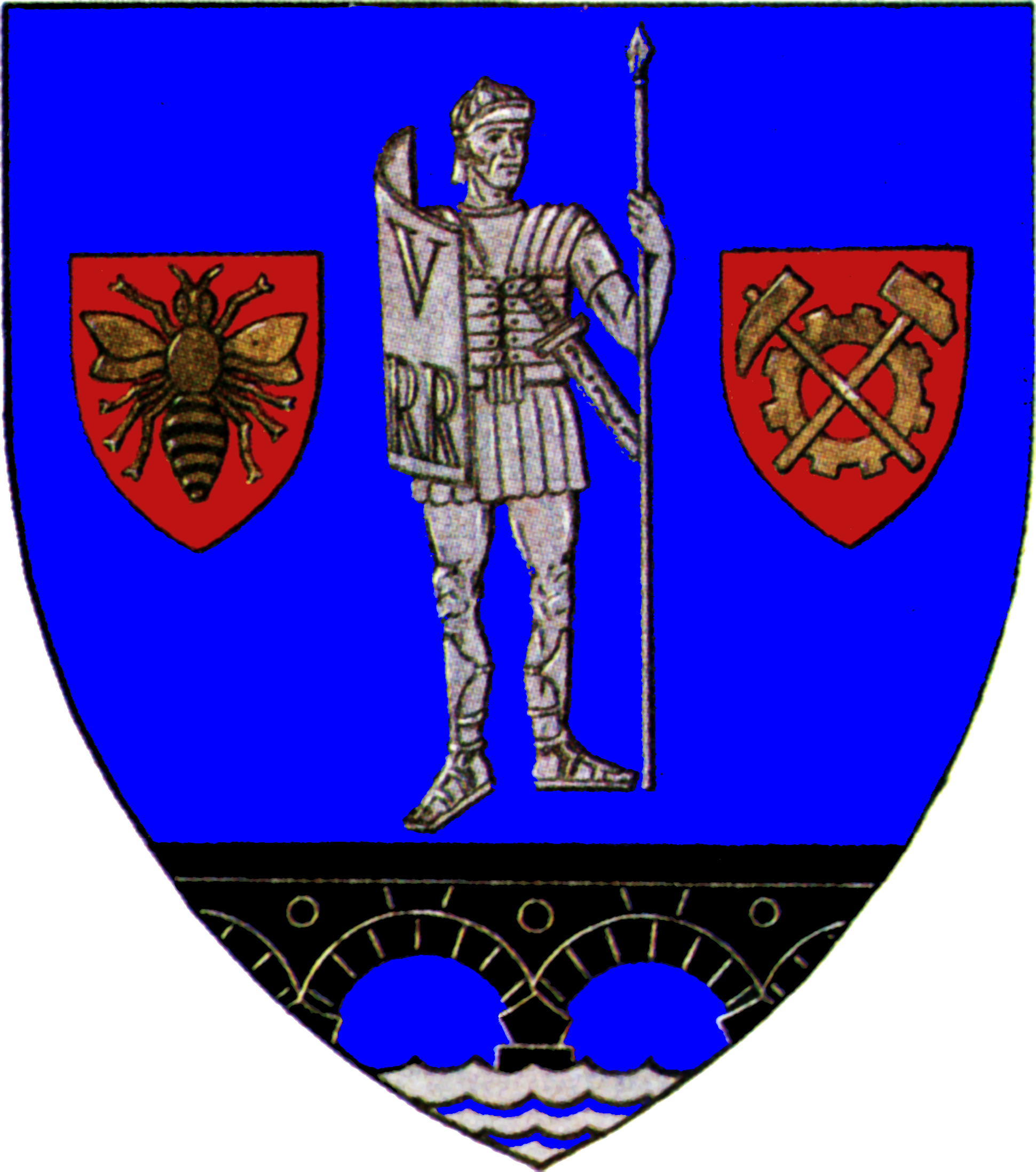
Kreis Caraș-Severin in Rumänien
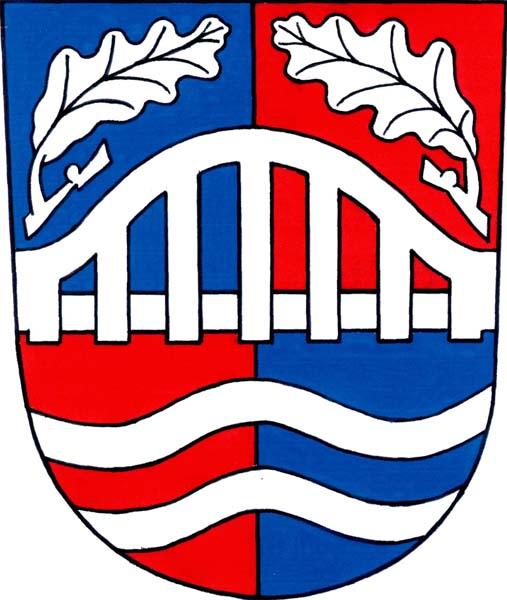
Daudleb an der Adler in Tschechien
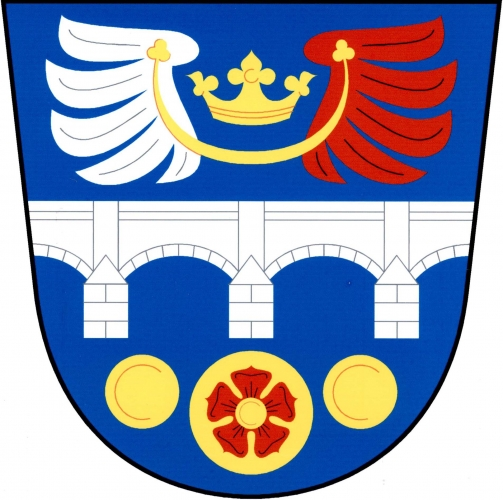
Domislitz in Tschechien
Essegg in Kroatien
Étroubles in Italien
Bezirk Friedrichshain-Kreuzberg von Berlin
Fürstenfeldbruck in Bayern
Landkreis Fürstenfeldbruck in Bayern
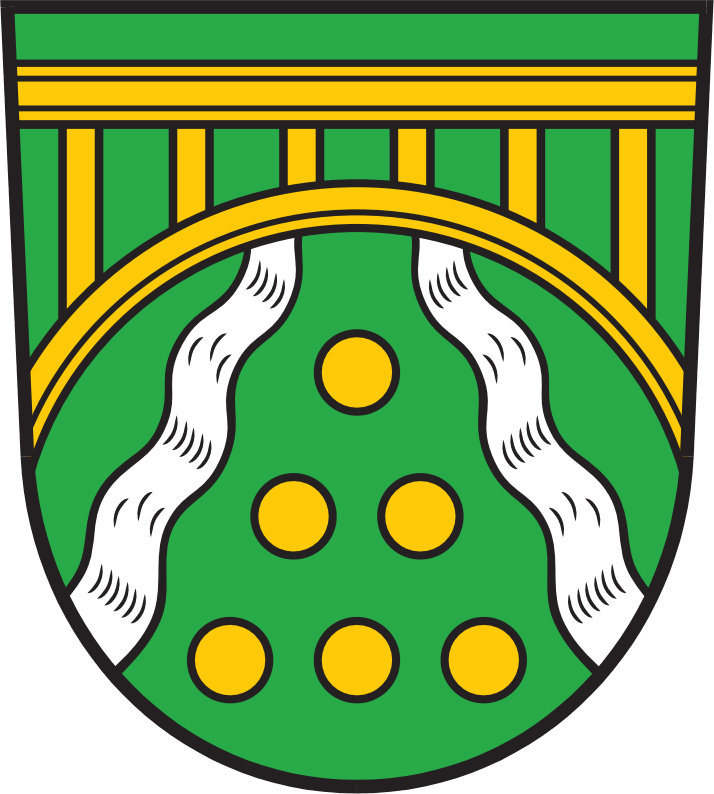
Geratal in Thüringen
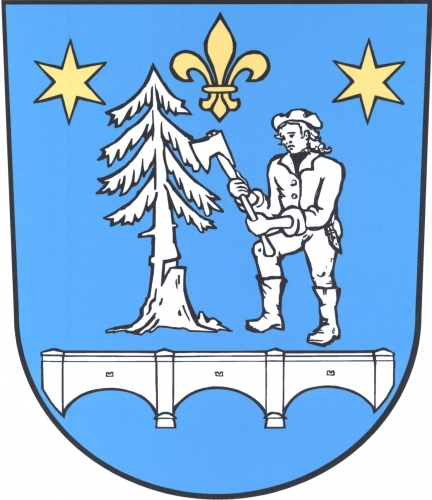
Heraletz in Tschechien
Innsbruck in Tirol
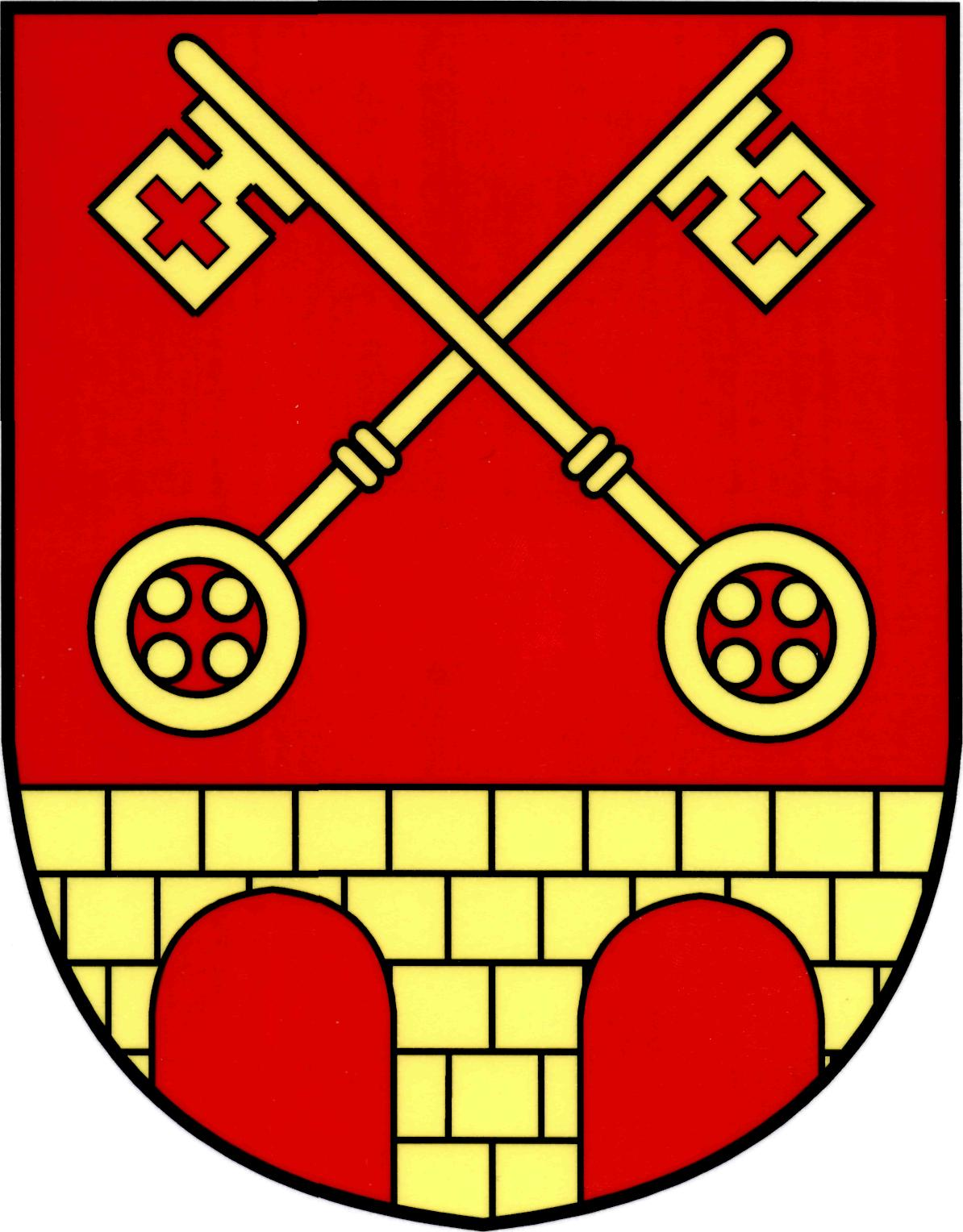
Kamenomost (Steinbruck) in Tschechien
Stadt Kitzingen in Bayern
Landkreis Kitzingen in Bayern
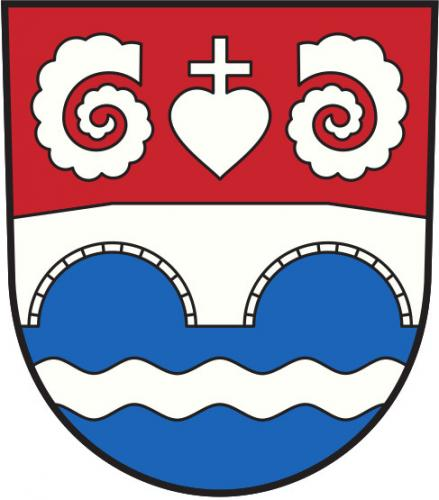
Klein Beranau in Tschechien
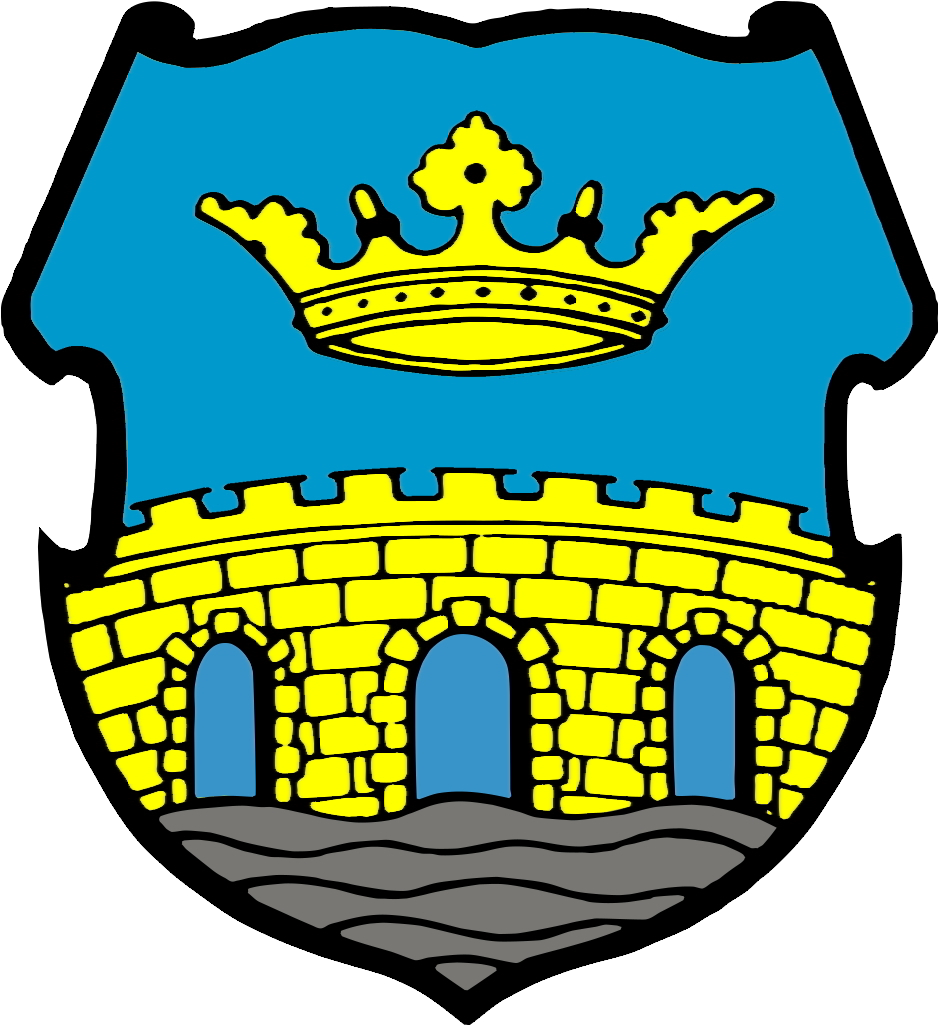
Königsbrück in Sachsen
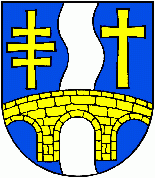
Lekárovce in der Slowakei
Leun in Hessen
Lippetal in Nordrhein-Westfalen
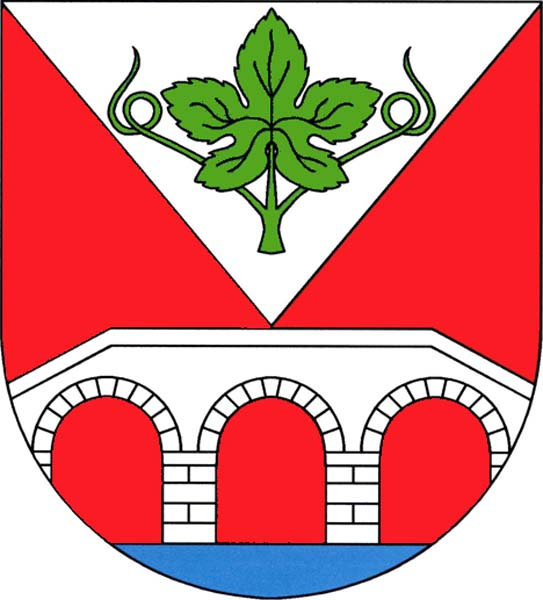
Lositz in Tschechien
Malapane in Polen
Marktheidenfeld in Bayern
Mastig in Tschechien
Masty in Belarus
Mostar in Bosnien und Herzegowina
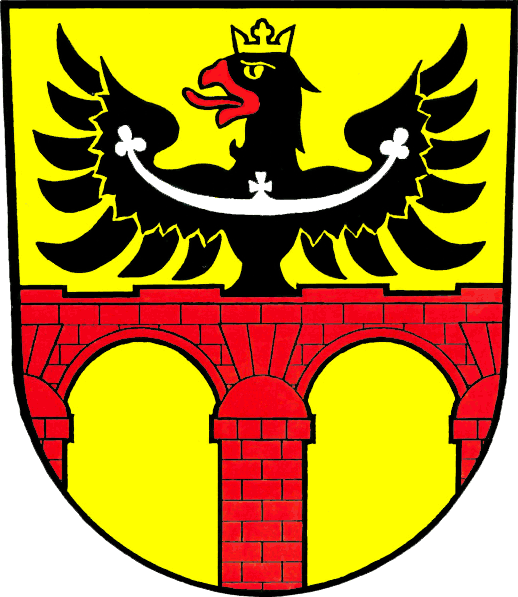
Mosty bei Jablunkau in Tschechien
Neswiestitz in Tschechien
Nowosibirsk in Russland
Oberpolitz in Tschechien
Gespanschaft Osijek-Baranja in Kroatien
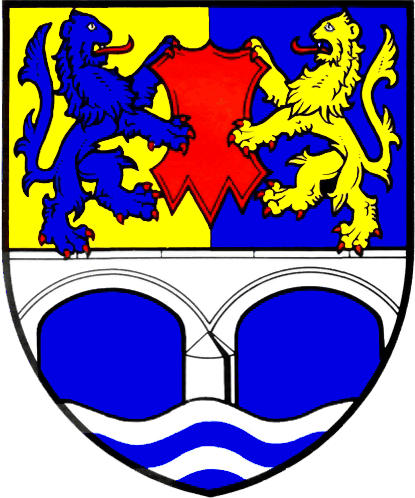
Pirnitz in Tschechien
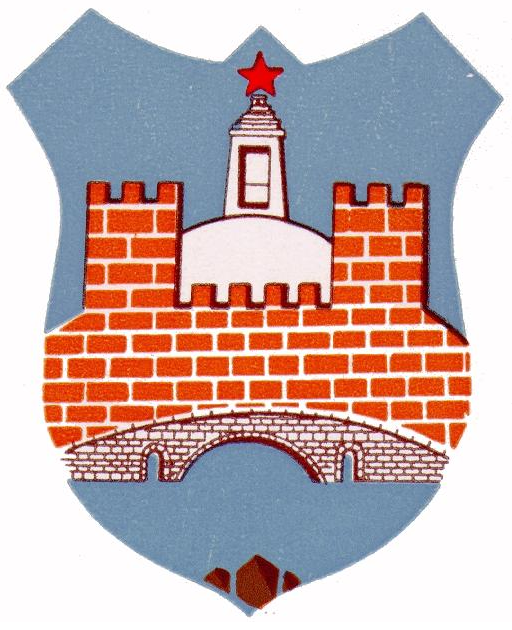
Podgorica (Titograd) in Montenegro in Jahren 1946–1992
Pontecorvo in Italien
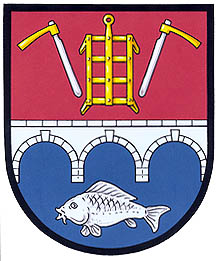
Putim in Tschechien
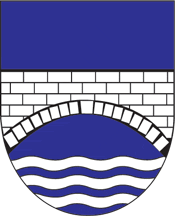
Rappel in Estland
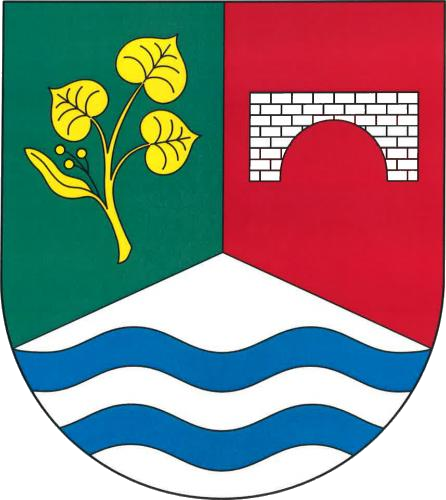
Raudna in Tschechien
La Rioja in Spanien
Rumänien
Saint-Briac-sur-Mer in Frankreich
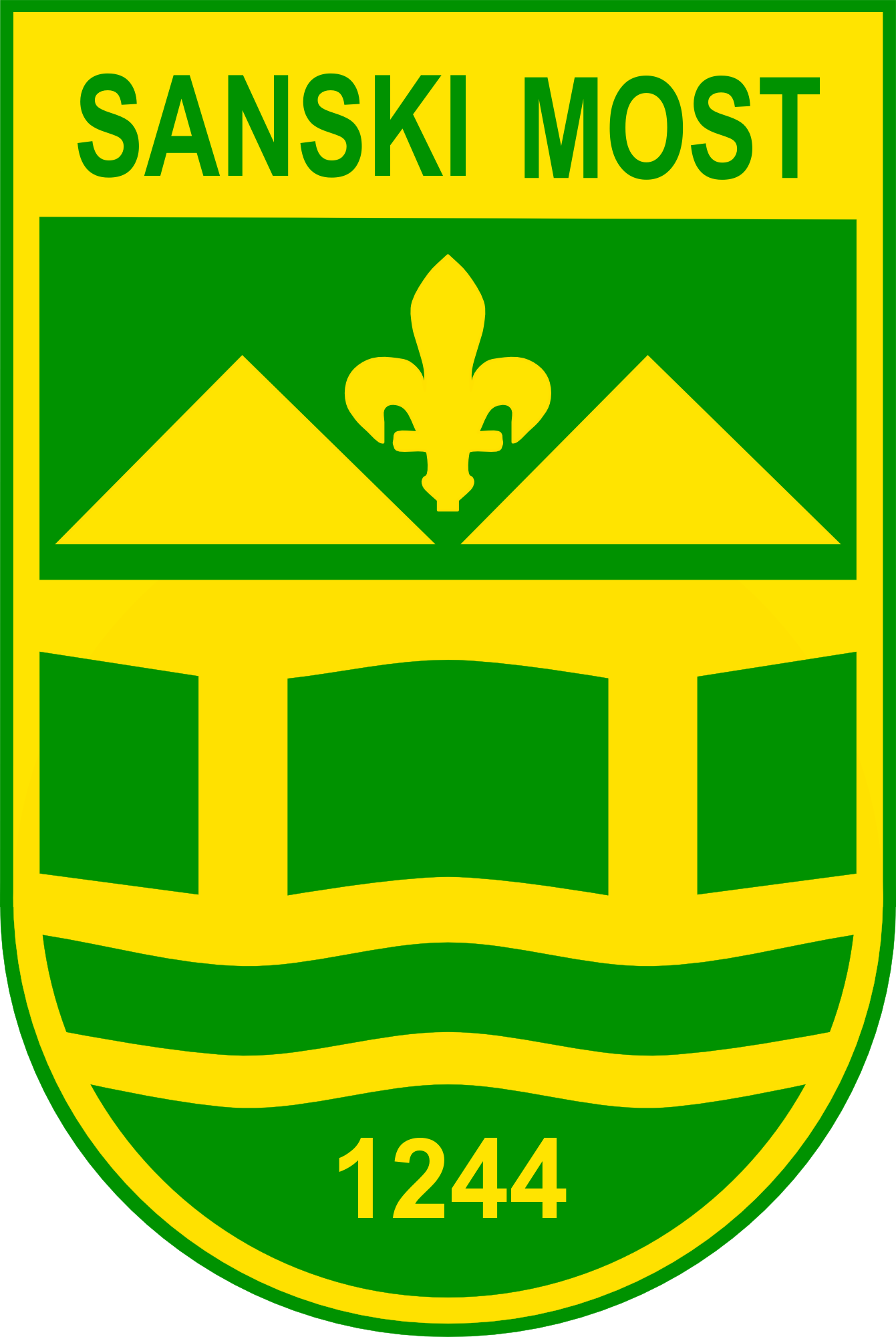
Sanski Most in Bosnien und Herzegowina
Sarajewo in Bosnien und Herzegowina
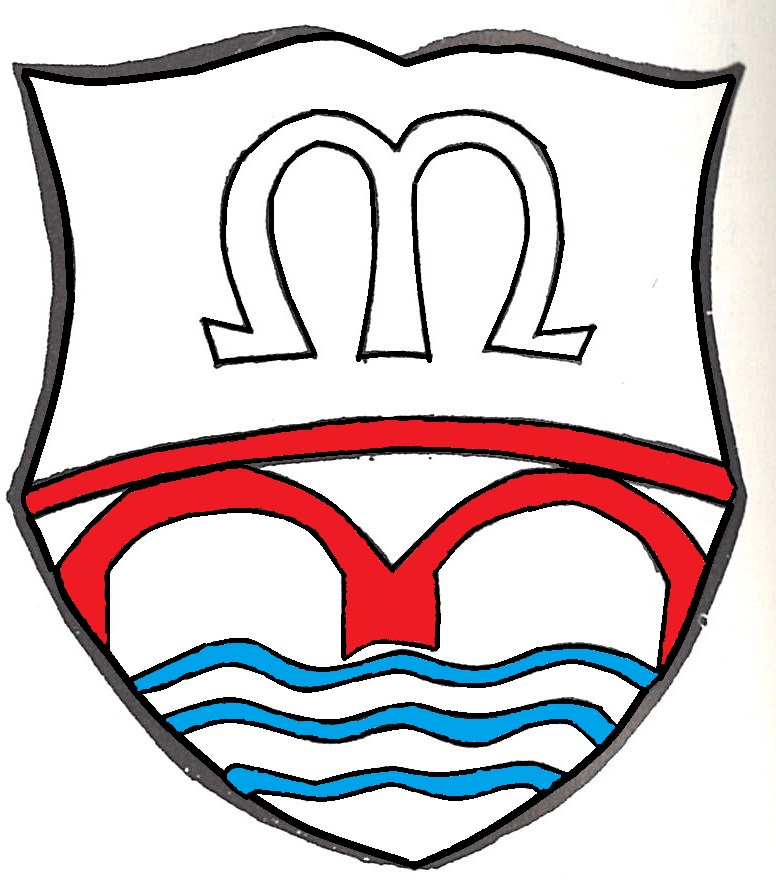
Schwarzach am Main–Münsterschwarzach in Bayern
Schwechat in Niederösterreich
Sewliewo in Bulgarien
Skopje in Nordmazedonien
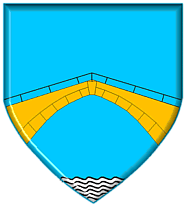
Sohland an der Spree in Sachsen mit Himmelsbrücke
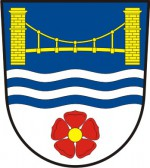
Stahletz in Tschechien
Viadukt im Wappen von Strickscheid an der Bahnstrecke Pronsfeld–Neuerburg (Rheinland-Pfalz)
Studeničani in Nordmazedonien
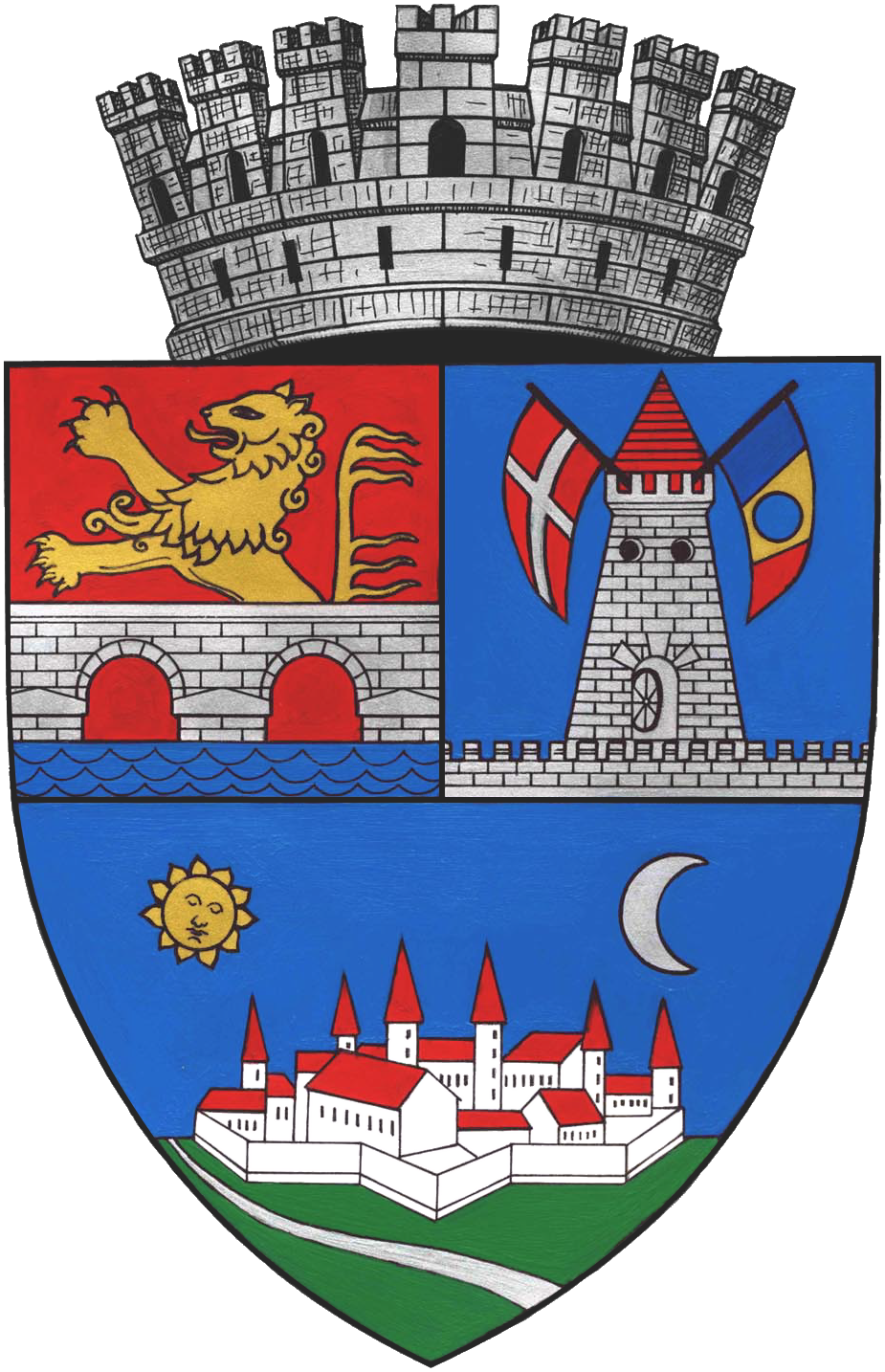
Temeswar in  Rumänien
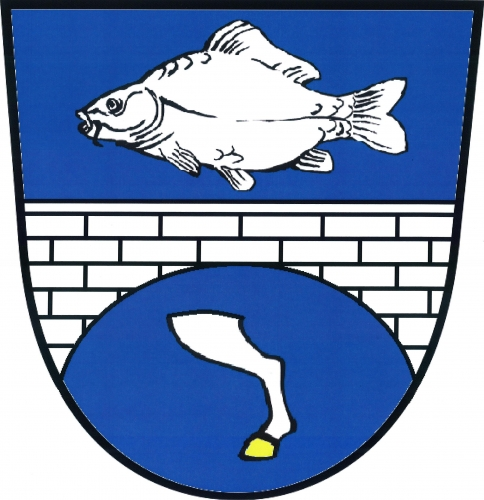
Torschowitz in Tschechien
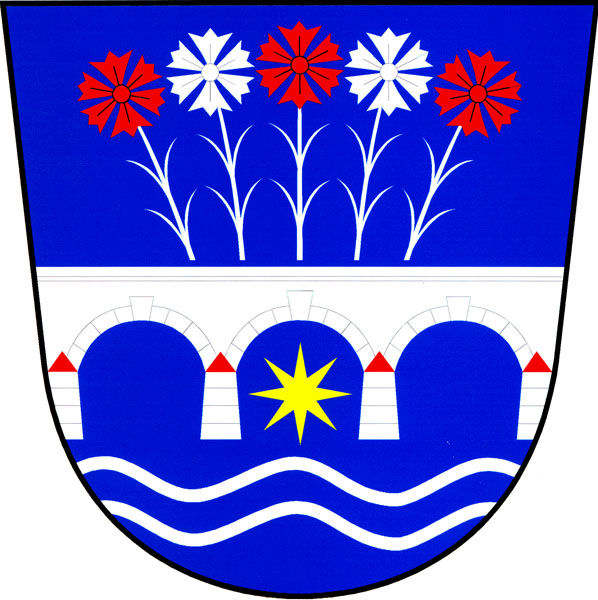
Touschitz in Tschechien
Višegrad in Bosnien und Herzegowina
Vöcklabruck in Oberösterreich
Želino in Nordmazedonien